# Antonio de Noli
Antonio de Noli, född 1415 eller möjligen 1419, död okänt datum, var en italiensk sjöfarare och upptäcktsresande, den första någonsin att bli utsedd av en europeisk stat till guvernör över en afrikansk koloni. Han upptäckte några av Kap Verdes öar.

## Namn
Enligt de flesta historieböcker är hans namn Antonio de Noli. I Italien är han också känd som Antonio da Noli och som Antoniotto Usodimare.